# Биен
Биен (Биень) — река на севере Жетысуской области республики Казахстан. Впадает в канал Биень. Образуется слиянием реки Коксай и реки Тастыбиень.
Бассейн Биена расположен к югу от озера Балхаш, в междуречье рек Каратал и Аксу. Питание ледниковое, снеговое, дождевое и подземное. Биен и его притоки (р. Кызылагашка и др.) берут начало в ледниках северной части хребта Джунгарский Алатау, далее текут на северо-запад в сторону Балхаш-Алакольской котловины, но самого оз. Балхаш не достигают, теряясь в песках Жалкум.
По выходе из гор река принимает равнинный характер, разбивается на рукава, воды которых разбираются на орошение. Ледостав наблюдается с декабря по март. Половодье с марта по июль, к началу осени река сильно мелеет, в нижней трети полностью пересыхает. Используется для орошения и прочих хоз. нужд. В последнее время правительство Казахстана активизировало деятельность по развитию водоохранных полос вдоль реки. В бассейне реки расположены поселения Мулалы, Кызылагаш, Арасан и другие.